# Wenlong Zhen
Wenlong Zhen (kinesiska: 文龙, 文龙镇) är en köping i Kina. Den ligger i provinsen Yunnan, i den sydvästra delen av landet, omkring 200 kilometer väster om provinshuvudstaden Kunming.
Genomsnittlig årsnederbörd är 979 millimeter. Den regnigaste månaden är juli, med i genomsnitt 213 mm nederbörd, och den torraste är januari, med 10 mm nederbörd.